# Al-Bu Nasir (Tribu iraquí)
La tribu al-Bu Nasir es una de las numerosas tribus árabes en Irak. Es una tribu sunita que comprende unas 30.000 personas distribuidas principalmente en la ciudad de Tikrit y en la zona norte de Iraqk central, así como en muchas otras áreas en el sur y el centro del país. Aunque no muy numerosos, los al-Bu Nasirr obtuvieron fama de ser un pueblo difícil de dominar, bélicos e intrépidos. Como otras muchos tribus que pueblan Irak, siguen el fiqh de la escuela hanafí. Sus orígenes podrían remontarse a la península arábiga, y por lo general han mantenido lazos cordiales con otros clanes y tribus cercanas. 

## Miembros notables
- Ahmed Hassan al-Bakr, presidente de Irak entre 1968 hasta 1979.
- Saddam Hussein, vicepresidente de Irak entre 1968 hasta 1979. Presidente desde 1979 hasta su derrocamiento en 2003
- Uday y Qussay Hussein
- Ali Hassan al-Majid, ministro de Defensa iraquí y primo de Saddam Hussein

- Datos: Q4702306